# UB-61号潜艇
陛下之UB-61号艇是德意志帝国海军于第一次世界大战期间建造的其中一艘UB-III型近岸潜艇或称U艇。它由汉堡的伏尔铿船厂承建，于1917年4月28日新船下水，至同年6月23日交付使用。其全长55.52米，水面及水下排水量分别为508吨和639吨，艇载武器则包括五具500毫米鱼雷发射管以及一门88毫米口径甲板炮。UB-61号曾先后被部署至第二及第五区舰队，并参与了大西洋潜艇战。在三次巡逻期间，该艇累计击沉了2艘英国商船，容积总吨为12920吨。1917年11月29日，UB-61号在弗利兰岛对开海域撞上此前由英国潜艇E51号布设的水雷后沉没，艇内34名官兵全数阵亡。

## 设计
UB-61号是汉堡伏尔铿船厂承建的UB-III型首批次（UB-60至UB-65号）的二号艇，由德意志帝国海军潜艇监察局于1916年5月20日向订购，至1917年4月28日下水。其全长55.52米，舷宽5.76米。艇体采用双壳体结构，水面及水下排水量分别为508吨和639吨，浮起时的吃水深度为3.70米。由于无需像UC-II型艇那样提供水雷布设装置，设计工程师对潜艇舷弧进行了优化，增大了司令塔体积，配备两具潜望镜，司令塔与控制室之间增加一道水密舱壁。这些改进显著提高了潜艇的水下机动性和生存力。为了达到更高的航速，UB-61号采用两台猛狮六缸四冲程550匹公制馬力（405千瓦特）柴油机用于水面运行，以及两台394匹公制馬力（290千瓦特）的西门子-舒克特电动发电机用于水下航行；水面最高航速13.3節（24.6每小時），水下7.8節（14.4每小時）；能够在水面以6節（11每小時）航速续航8,420海里（15,590），或以4節（7.4每小時）连续在水下航行55海里（102）而无需充电。
UB-61号的主武器为五具500毫米艇艏鱼雷发射管，其中艇艏四具采用层叠式布局分居两侧、艇艉一具，并可搭载合共10枚G6型鱼雷。辅助武器则是一门88毫米30倍径速射炮。其标准船员编制为3名军官加31名水兵。

## 服役历史
1917年6月23日，UB-61号在曾担任UB-34、UC-28和UC-55号艇长、经验丰富的海军中尉特奥多尔·舒尔茨的指挥下正式入役，随即展开海试。完成海试后，该艇曾先后被编入北海战区的第二和第五区舰队，并参与了大西洋潜艇战，足迹遍及设得兰群岛、赫布里底群岛以及苏格兰和爱尔兰北部海域。在三次巡逻期间，该艇合共击沉了2艘英国商船，容积总吨为12920吨。1917年11月29日，UB-61号从埃姆登启航巡逻，却在弗利兰岛对开海域撞上并引爆了此前由英国潜艇E51号布设的水雷，于大致53°25′N 4°58′E / 53.417°N 4.967°E的方位沉没，艇内34名官兵全数阵亡。

## 袭击历史摘要
| 日期          | 船名   | 船籍 | 吨位 | 结局 |
| ------------- | ------ | ---- | ---- | ---- |
| 1917年8月25日 | 岩槭号 | 英国 | 6550 | 击沉 |
| 1917年8月26日 | 亚述号 | 英国 | 6370 | 击沉 |

## 脚注
1. ↑  Rössler，第60頁.
2. 1 2  Helgason, Guðmundur. . German and Austrian U-boats of World War I - Kaiserliche Marine - Uboat.net.   [2022-04-29].
3. 1 2 3 4  Gröner 1991，第25-30頁.
4. 1 2  Helgason, Guðmundur. . German and Austrian U-boats of World War I - Kaiserliche Marine - Uboat.net.   [2015-02-04].
5. ↑  陈进，第239頁.
6. ↑  NARS，第97頁.
7. 1 2  Helgason, Guðmundur. . German and Austrian U-boats of World War I - Kaiserliche Marine - Uboat.net.   [2015-02-04].